# Bonanza (motorfiets)
Bonanza is een historisch Amerikaans merk van lichte motorfietsen.
De bedrijfsnaam was: Bonanza Industries, San Jose (California)
Bonanza maakte in de jaren zestig en -zeventig minibikes met viertaktmotoren van 127, 148, 172 en 200 cc (Briggs & Stratton aggregaatjes) en Hodaka tweetaktmotoren van 100 cc. De meeste modellen hadden een zeer eenvoudig frame zonder achtervering en een telescoopvork met een zeer korte veerweg en 4½ inch wielen. De achterwielas zat rechtstreeks aan het frame, waardoor er geen kettingspanners konden worden gebruikt. De kettingspanning kon worden afgesteld door het motorblokje in het frame te verschuiven. Er was slechts één rem: een Fairbanks-Morse trommelremmetje in het achterwiel.
Hoewel ze gebruikt konden worden als kindermotorfiets, waren ze vooral populair bij volwassenen omdat ze in de kofferbak van een auto pasten. Ze waren ook te koop als bouwpakket zonder motor, zodat de klant deze zelf kon kiezen. Er bestond zelfs een "chopper", met een lange, ongeveerde voorvork.